# Кокташская волость
Кокта́шская во́лость — административно-территориальная единица в составе Феодосийского уезда Таврической губернии. Образована 8 (20) октября 1802 года как часть Таврической губернии, при реоганизации административного деления уездов, сохранявшегося со времён Крымского ханства, из территорий бывших Судакского и части Старокрымского каймаканства Кефинского кадылыка.

## География
Располагалась в юго-западной части уезда, западная граница являлась границей с Симферопольским уездом. На севере граничила с Байрачской волостью, на северо-востоке — с Уроскоджинской, на юге выходила к побережью Чёрного моря. Занимала восточную горную часть современного Белогорского района (от реки Биюк-Карасу) и территорию Судакского горсовета (до горы Кара-Даг на востоке). На юге в волость входила значительная часть юго-восточного берега от Ускута до Солнечной Долины. Реки на территории уезда делились на две группы: истоки текущих на север — Биюк-Карасу, Кучук-Карасу, Индол, Восточного Булганака, и малые речки, стекающие с гор на юго-восточный берег — Отузка, Шелен, Арпат, Ворон и другие.

## Население
На 1805 год население составило 4 317 человек, абсолютное большинство — крымские татары. Только в деревне Орталы проживали немусульмане — греки — в количестве 66 человек, числилось также 148 цыган, причём в 2 деревнях — Алчин и Чермалык они составляли большинство населения. В 1802 году была основана болгарская колония в опустевшей деревне Кишлав. Позже, на её основе, была образована болгарская Кишлавская волость. После реформы волостного деления 1829 года, согласно «Ведомости о казённых волостях Таврической губернии 1829 года», Кокташскую волость из Байрачской была передана Шах-Мурза.

## Состав и население волости на октябрь 1805 года
Кокташская волость существовала до 60-х годов XIX века, когда в результате земской реформы Александра II была упразднена, а поселения переданы в новые в Салынскую и Таракташскую волости.